# Condado de Frederick (Virgínia)
O Condado de Frederick é um dos 95 condados do estado americano de Virgínia. A sede do condado é Winchester, e sua maior cidade é Winchester. O condado possui uma área de 1 073 km² (dos quais 3 km² estão cobertos por água), uma população de 66 611 habitantes, e uma densidade populacional de 55 hab/km² (segundo o censo nacional de 2000). O condado foi fundado em 1743.